# Angela Belcher
Angela M. Belcher nació y creció en la ciudad de San Antonio Texas. Es científica de los materiales, ingeniera biológica, y profesora en el Instituto Tecnológico de Massachusetts (MIT) en Cambridge, Massachusetts, Estados Unidos de América. También es la directora del Grupo de Materiales Biomoleculares en el MIT.
Asistió a la Universidad de California en Santa Bárbara, donde estudió su licenciatura de la Facultad de Estudios Creativos en 1991 y su doctorado en química en 1997.
Después de estudiar conchas de abulón, trabajó con varios colegas en el MIT desarrollando un virus, conocido como el bacteriófago M13 cuyo objetivo es por lo general la Escherichia coli. M13 se puede hacer para trabarse sobre sí mismo y recubrirse con materiales inorgánicos como los óxidos de oro y cobalto. El virus tubular largo (recubierto de óxido de cobalto) actúa ahora como un minúsculo cable llamado Nanohilo. El grupo de Belcher unió muchos de estos nanohilos y se encontraron con que se asemejaban a los componentes básicos de una batería potencialmente muy poderosa y compacta. En 2002 fundó Cambrios con Evelyn L. Hu de la Universidad de Harvard. Su visión se basó en el uso de los materiales inorgánicos nanoestructurados, fabricado y formado por moléculas biológicas para crear nuevos materiales y procesos para una variedad de industrias.
En 2009, Belcher y su equipo demostraron la factibilidad del uso de virus modificados genéticamente para construir tanto el ánodo como el cátodo de una Batería de ion de litio. Estas nuevas baterías tienen la misma capacidad energética y una potencia de última generación destinadas a las baterías recargables para su uso en Vehículos híbridos eléctricos, así como para alimentar una amplia gama de dispositivos electrónicos. Las pilas pueden ser fabricadas con un proceso barato y respetuoso del medio ambiente, ya que la síntesis se puede hacer a temperatura ambiente, sin utilizar disolventes dañinos o materiales tóxicos.
Un artículo de la Revista Time destaca de su labor relativa a las baterías virales y la revista Scientific American la nombró desarrolladora líder del año 2006 por su actual proyecto.